# Folkvandringstiden

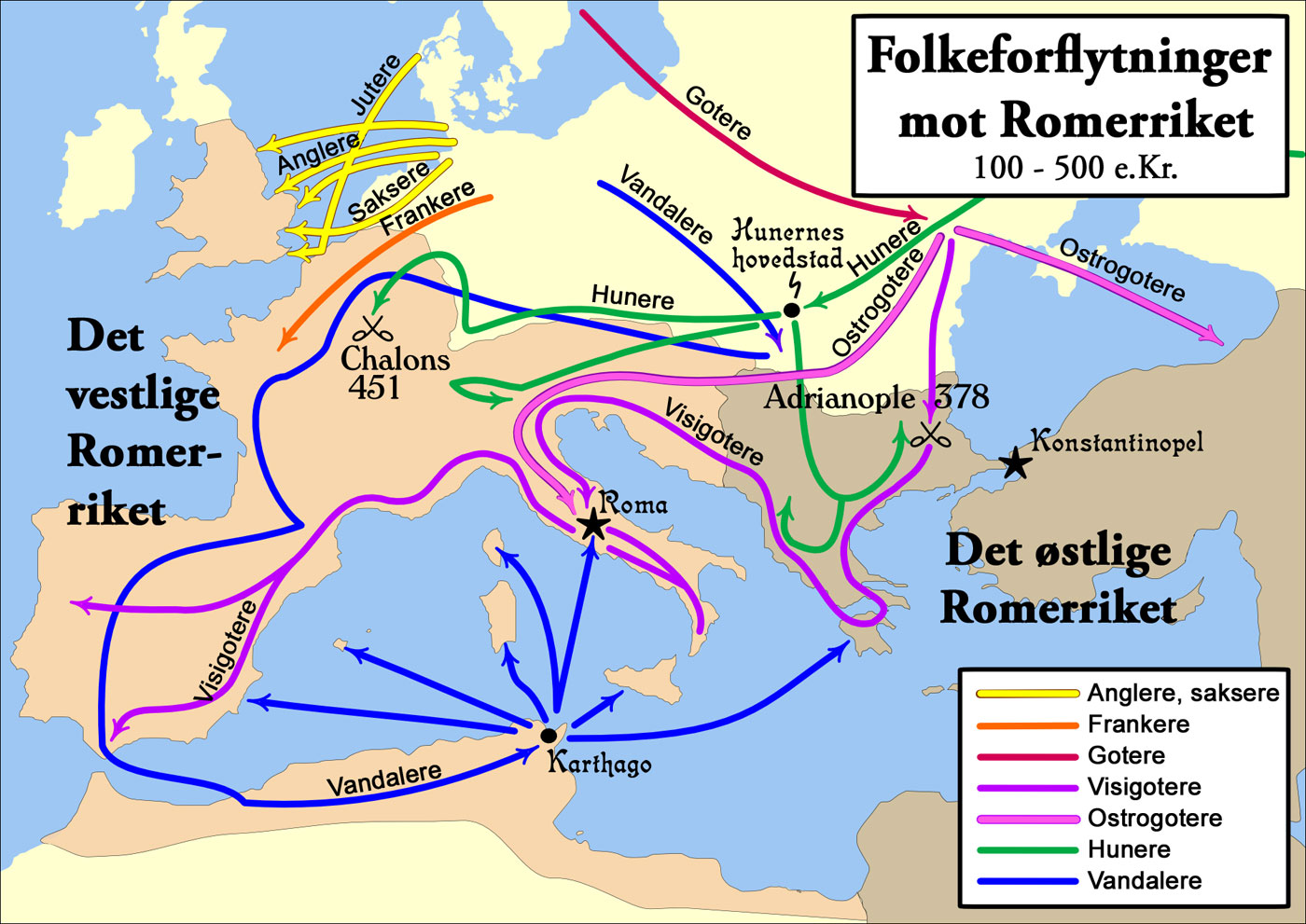
Folkvandringarna.

Folkvandringstiden (ibland förkortad Fvt) är en historisk epok under järnåldern. Olika regioner har varit olika berörda av detta fenomen under olika tider, varför man inte kan ange en generell tidsperiod för folkvandringstiden. Folkvandringstiden är en term som myntades av moderna historiker för att beskriva en tid och ett händelseförlopp i Europas historia under tidig medeltid, när massiva migrationer inträffade i Europa. Skriftliga källor från perioden berättar om upprepade invasioner av romerska provinser och plundringar av främmande folk i romarriket. Migrationerna var en av de viktigare orsakerna till det västromerska rikets fall. Hunnernas rörelser i östra Europa, på 200-300-talet,  var den utlösande orsaken till folkvandringarna. Germanernas huvudstammar som bosatte sig, i eller på gränsen till det romerska riket, var goter, vandaler och franker, men också andra folk, både slaviska, bulgariska och ungerska stammar som hade en stor betydelse för särskilt Östeuropas vidare historiska utveckling och keltiska stammar, flyttade  under denna period. 

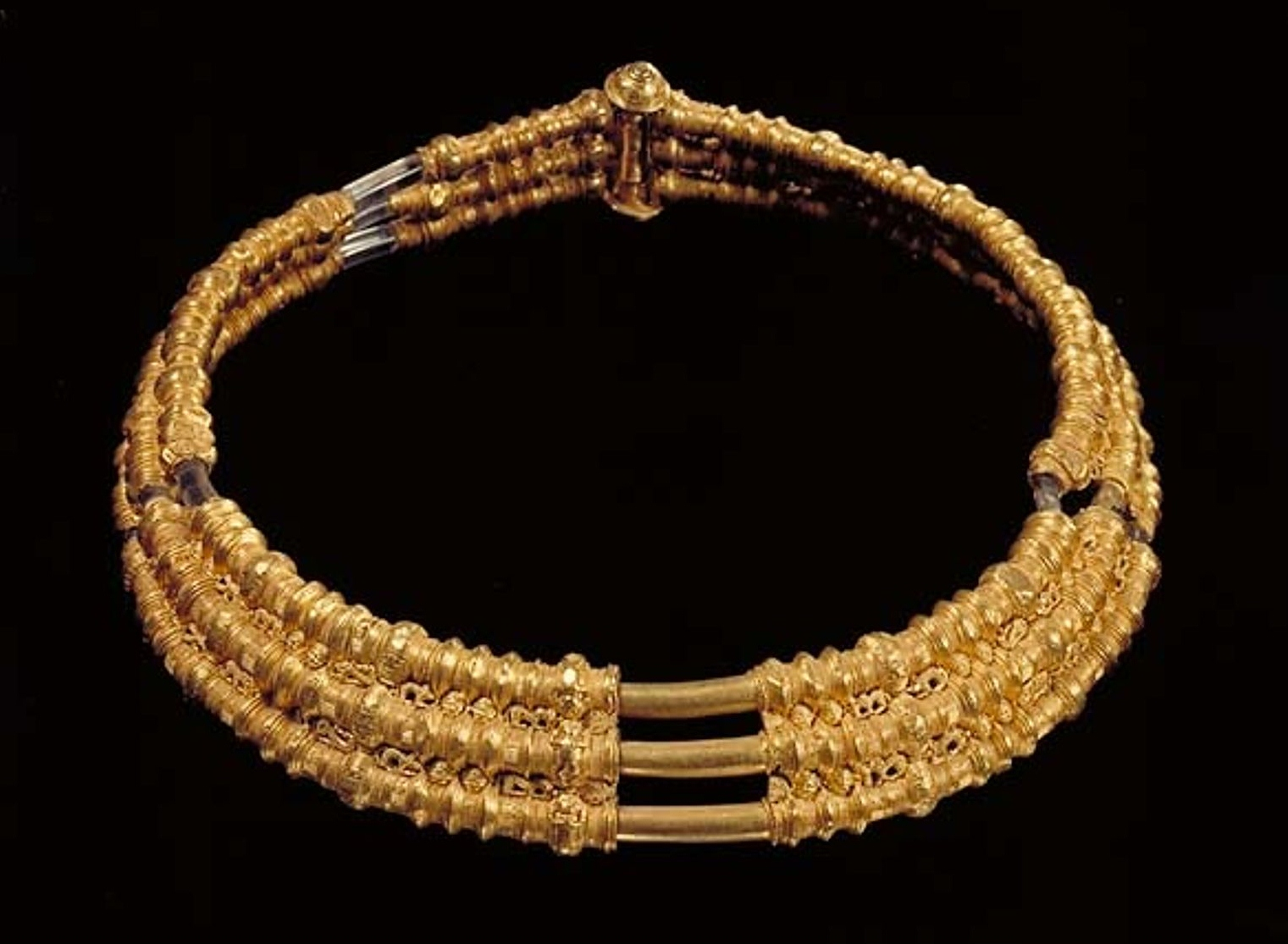
Ållebergskragen från folkvandringstiden.

## Skriftliga källor
De skrifter som vittnar om perioden mellan åren 300 till 800 e. Kr. är till övervägande sporadiska och skrivna på latin. Romerska författare skrev om människor norr om Alperna och utanför romarriket som barbarer de hade svårt att förstå. Bland de verk som har gett viktiga beskrivningar finns Jordanes verk De origine actibusque getarum (Om goternas ursprung och gärningar). Verket är en förkortad upplaga av ett förlorat verk av den latinska författaren Cassiodorus (död ca 585). Verket nämner flera germanska stammar vid namn. En skildring av goternas krig skrevs i mitten av sexhundratalet av den grekiska historieförfattaren Prokopios. Gregorius av Tours frankiska krönikor och de äldsta lagarna för de olika germanska stammarna representerar källor, som används för att förstå och tolka de spår arkeologin hittar. De romerska författarna Julius Caesar och Tacitus, även om de skrev i tiden före migrationsperioden, har också gett mycket information om kelternas och germanernas liv och seder.
Dessutom finns det också sekundära skriftliga källor som kan påverka historiskrivningen. Bland dessa finns runskrifter, varav de äldsta men fåtaliga sträcker sig tillbaka till 200-talet. Gårdsnamn och ortnamn ger också skriftliga ledtrådar till pusslet. Den fornnordiska litteraturen skrevs mellan åren 1000 och 1300, men byggde på en muntligt traderad litteratur om myter och legender, som sträckte sig tillbaka till folkvandringstiden. Den muntliga episka litteraturen hade varit känd i ett halvt årtusende innan isländska författare lät skriva ner dem. Men det är mycket omstritt hur den omformades av de förändrade tiderna och det kristna inflytandet.
Bland de berättelser som berättar om de äldsta tiderna är Völsungasagan av stor betydelse inte så mycket för sitt historiska innehåll, utan för dess mytologiska värde. Omkring 1200 förvandlades sagan till kristen riddarromantik av okända österrikiska hovpoeter i verket Nibelungenlied, som kompositören Richard Wagner senare använde då han skrev operan Nibelungenring. Till synes nordiska hjältar som Sigurd Fafnesbane, på tyska Sigfrid, var gamla vanliga tyska legendariska hjältar som indirekt berättar om slutet för Burgunderriket när kung Gundicar (fornnordiska Gunnar, tyska Günther) dör med sitt folk i ett fåfängt försök att stoppa hunnerna ledda av "kung Atle". Rökstenen i Sverige, huggen under 800-talet som nämner Tjodrik den dristige, (Theoderik) visar hur folkvandringarna satte djupa spår i Europa.

## Folkvandringstiden som en historisk term
Tiden mellan åren 400 till år 800 kallas också för den tidiga medeltiden. I äldre historieskrivning betraktades det som den mörka medeltiden. Folkvandringstiden markerar övergången från senantiken till medeltiden. I Skandinavien  bland annat i Danmark används också termen germansk järnålder, eftersom vissa historiker anser att folkvandringstiden är en föråldrad term. I Sverige är det bara tiden 400-550 som benämns Folkvandringstid. Tiden 550 till 800 kallas Vendeltid. I Norge delas perioden i två: migrationsperioden från cirka 400 till 560/570 och därefter Merovingerperioden från cirka 560/570 till 800. Detta överensstämmer med benämningarna i Finland. Den sista perioden kännetecknas av framväxten av det Frankiska riket och anglosaxarnas nya stadsbildningar i Storbritannien.
Den i grunden neutrala termen migrationsperioden härstammar från tysk forskning,  som använder ordet Völkerwanderung. Denna beteckning har rötter i romantikens historieförståelse, som också låg till grund för den konst Goethe, Wagner och Nietzsche stod för.
I latinska länder kallades befolkningsrörelserna invasioner, ibland till och med barbarernas invasioner (Invasioni Barbarichi). Uppfattningen, som går tillbaka till antiken, menar att de nordiska folken, i jämförelse med Italiens romare, var ociviliserade och primitiva. Dessa barbarer fick skulden för det romerska rikets fall och för att den europeiska civilisationen sjönk in i den mörka medeltiden; en nedgångsperiod som varade fram till den italienska renässansen.
I motsats till italienarnas syn på tyskarna beskrevs migrationerna, särskilt i tysk historieskrivning, som en kraftfull germansk expansion till Frankrike, England, Italien och Spanien. Denna tolkning av folkvandringstiden var förknippad med tysk nationalism under 1800- och 1900-talen och har använts för att förklara den senare tyska expansionen (jfr Drang nach Osten = "Lusten att gå österut"). Den nazistiska ideologins Lebensraum  har troligen fått inspiration härifrån.
Engelskspråkig historieskrivning använder också termen barbarisk invasion, även idag, vilket är ett problem för historiker som strävar efter ett neutralt perspektiv. Folkvandringstiden är den mera neutrala termen eftersom de så kallade invasionerna inte nödvändigtvis var fientliga i sin helhet. Vissa folk tog tillfället i akt att migrera till länder som var glest befolkade och där det sönderfallande romerska styret inte klarade av att upprätthålla ordning och villkor för befolkningens försörjning.

## Tid och omfattning
När folkvandringarna startade är osäkert eller öppet för olika tolkningar. Traditionellt har historiker använt Alariks plundring av Rom år 410 som en inledning. Andra har pekat på hunnernas attacker mot ostrogoterna 375. Slutet av perioden anges ibland till upprättandet av den karolingiska dynastin, med Pipin den yngre trontillträde år 751. Andra ser langobardernas attack mot Italien 568 som slutet på perioden. I allmänhet placeras tidsperioden ungefär mellan år 400 och år 800.
Orsaken till folkförflyttningen är inte helt klarlagd, men forskarna pekar på flera olika faktorer: överbefolkning i vissa områden, klimatförändringar, pestutbrott, hungersnöd, germansk krigarideologi, att hunnerna strömmade in över Östeuropa och inte minst att romarriket hade förlorat sin vitalitet var på väg mot upplösning. Säkert påverkade många faktorer och fick Europas invånare att byta bosättningsområden.
Omfattningen av hur stora delar av befolkningen som flyttade är osäker. Flera försök att beräkna antalet personer som bosatt sig i nya områdena har gjorts, men det är en omöjlig uppgift. Idag har  uppfattningen att migrationerna var invasioner övergetts av många moderna historieforskare. Man ser det som stammar som utnyttjade romarrikets splittring och ekonomiska kris och bosatte sig i glesbefolkade delar av imperiet. Folkvandringen är uppdelad i två faser. Den första vågen var mellan åren 400 och 550, och sett från romersk horisont flyttade germanska stammar söderut och västerut mot romarriket. Den andra fasen mellan 550 och 800 och bestod främst av en slavisk invandring i riktning mot Balkan. Efter år 800 börjar medeltiden och i Norden, vikingatiden. Under åttahundratalet  och niohundratalet inträffade också folkvandringar, såsom nordbor, vikingar, madjarer och turkar, men de anses traditionellt inte vara en del av folkvandringstiden, genom att omfattningen och konsekvenserna var mycket mindre.

## Klimatförändringar

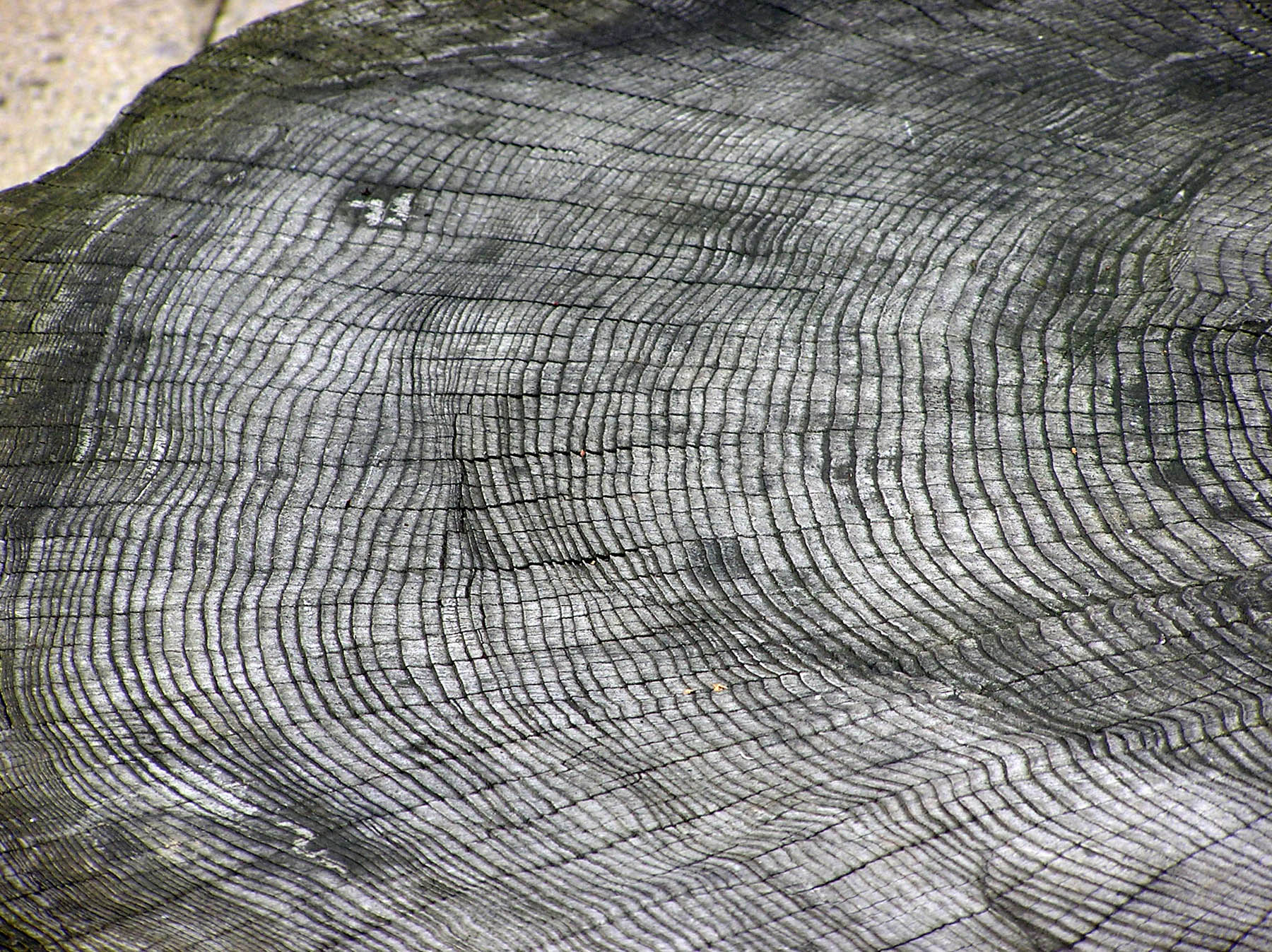
Skillnaden i årsringarnas tjocklek är grundvalen för dendrokronologi.

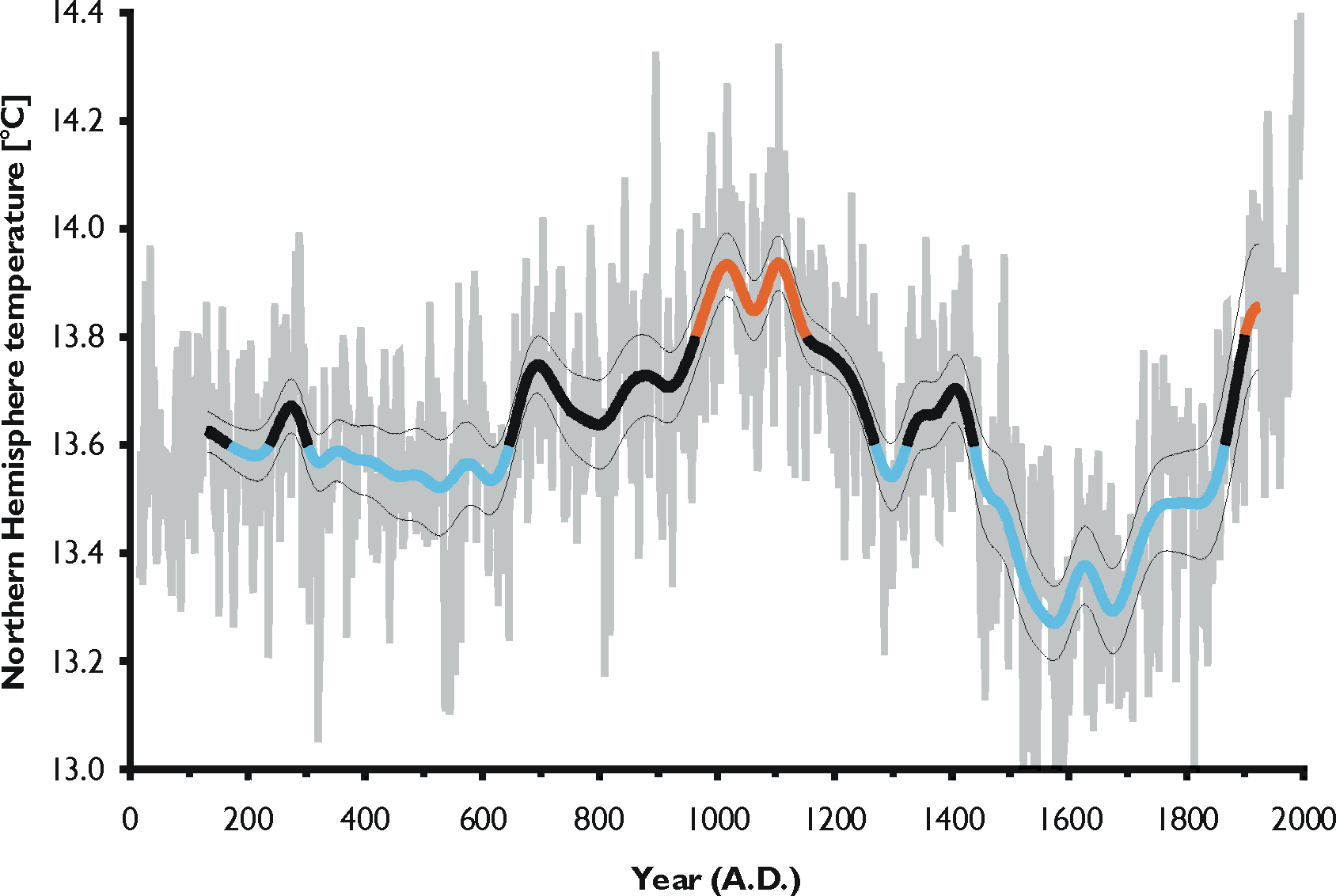
Temperaturförändringenen över de senaste 2000 åren. De blå perioderna, däribland folkvandringstiden, kännetecknades av relativt låga temperaturer.

Det finns bevis på klimatförändringar under femte och sjätte århundradet. Dessa förändringar gjorde att klimatet blev kallare och blötare. Detta innebar att växtsäsongen för bönderna förkortades och att högre belägna arealer var olämpliga för spannmålsodling. Dendrokronologi har avslöjat att det skedde en speciell klimatförändring år 540. Nedgången i jordbrukets skördar ledde till stora demografiska förändringar i de områden där åkermarken redan hade utnyttjats fullt ut.  Arkeologiska spår från sydvästra Norge, visar att flera hundra gårdar övergavs på sexhundratalet. I norska Romerike minskar tätheten för gårdarna och i svenska Norrland försvinner många storgårdar. Förändringar i bosättningen visas i att gravfälten upphör och stilen på artefakterna förändras. Tillverkning av smycken av specialister tycks upphöra på handelsplatsen Helgö i Sverige. I Trøndelag i Norge verkar kunskapen om järnutvinning minska och järnutvinning upphör helt.
Inte förrän på sjuhundratalet verkar  befolkningen öka igen i Norge. Ett ökande antal stora gravhögar pekar mot ökade sociala skillnader, exempel på sådana platser är  Sveinhaugen vid Ringsaker i Hedmark. I Norge har den äldsta skeppsgraven hittats i Skandinavien, vid Karmøy i Rogaland. Fyndet var mycket rikt och har daterats till omkring år 720.
Det är svårt att få tillförlitliga temperaturdata bakåt i tiden i Europa, men forskarna är överens om huvuddragen. Kunskapen baseras på studier av bland annat borrkärnor från glaciärerna, förändringar i nivåer i inlandsvatten och hav, myrarnas tillväxt, dendrologi, arkeologi och andra data i olika naturliga klimatarkiv. Forskarna är delvis oense om graden av temperatursvängningar. Det är nu klart att det var en betydande kall period under folkvandringstid runt år 500, som ledde till skogarna bredde ut sig över större arealer i norra Europa och Skandinavien. 
Den kalla perioden följdes av en ny värmeperiod under vikingatiden och högmedeltiden, vilket ledde till tillväxt och expansion för befolkningen och jordbruket i flera århundraden, från 700 till 1000. Under denna period var det varmt och torrt med till exempel en högre trädgräns i fjällen och minskad glaciärbildning. Denna värmeperiod ersattes av en ny svalare och blötare period från omkring 1400, den så kallade "lilla istiden", med stora konsekvenser för ett samhälle i huvudsak baserat på jordbruk.

## Epidemier och hungersnöd
Historiska källor berättar om den justinianska böldpesten som kan jämföras med digerdöden på 1300-talet. Denna pest härjade i områdena kring Medelhavet och sedan stora delar av Europa efter år 545. Pesten hade stor dödlighet över Europa. Det första kända utbrottet inträffade i Etiopien år 541. Samma år drabbades Alexandria, Antiochia, Konstantinopel och Spaniens kust. Sjukdomen spreds troligen genom handel och sjöfart. År 543 hade den redan nått Rom och Marseille, och genom Gallien nådde den ända upp till floden Mosel vid Trier. Skriftliga källor visar också att pesten nådde de anglosaxiska kungadömena i Storbritannien och dessutom Irland.
Det finns inga källor till att pesten nådde Norden, men den används ofta som en av förklaringarna till de förändringar som inträffade under sjätte århundradet. Pesten var inte en enda epidemi, utan något som återkom i vågor. I Gallien återkom pesten 570, 580 och 588. Pesten hade en stor effekt på det östra romerska riket, kanske lika förödande som digerdöden på 1300-talet.

## Ekologi och krig
De germanska stammarna levde av boskapsskötsel och odlade sina åkrar generation efter generation, och när de flyttade vidare var en av anledningarna att jorden led av näringsbrist och ibland drabbad av allvarlig erosion. Arkeologin i Danmark har avslöjat att gamla gårdar, särskilt på lättare jorden på Jylland i Danmark ödelades. Åkerjorden försämrades genom att näringsämnen rann bort med det avrinnande nederbörden. Befolkningen fortsatte att växa. Fler munnar att mätta krävde större odlingsareal, vilket krävde mer gödsel, och det innebar större boskapshjordar. Den danske arkeologen Lotte Hedeager skriver att När stora befolkningsgrupper, på grund av ekologisk kris eller en direkt kollaps av ekosystem, tvingades överge sina hemländer blev krig och kamp en nödvändighet för att försvara det man hade eller för att kämpa till sig nytt. Krigarnas status var därför hög.
Hedeager menar att det inte var en katastrof utan en lång tids ekologisk utarmning som tvingade fram en ny jordbruksekonomi och ett förändrat markägande, pesten var en tillfällig händelse, och hon nämner inte klimatförändringen alls. I Danmarks östra landsdelar lades stora åkermarker för fäfot och återbeskogades efter år 500 e.Kr. Pollendiagram från Vorbasse på Jylland visar inte att produktionen i jordbruket och hon tolkar inte situationen så att en befolkningsminskning ägt rum. Istället för katastrofal kris hade mänskligt överutnyttjande under en lång tid försämrat bärkraften i kulturlandskapet. Den omfattande skogsförstöringen ledde till erosion och foderproduktionen minskade i synnerhet lövfodr för  vinterbruk. En radikal omställning i jordbruket med större gårdar växte fram med intensivare produktion och oftast med hantverk som bisyssla. Stora markägare lade beslag på mindre enheter och en del av de fattiga människorna hamnade träldom.
De germanska stammarna byggde på en krigarideologi. Krig var en del av de sociala normerna. Genom strid och stora dåd var en möjlighet att höja sin i social ställning i gruppen. När man kämpade om ett markområde  var det för att få kontroll över områdets markägare och sedan driva in skatt. Från år 75 till 300 förändrades det germanska samhället från mindre till större jordbruksenheter. Storbönderna och krigiska aristokratin fick alltmer gemensamma intressen. Kontroll över jorden blev en källa till rikedom. Om denna ordning stördes fick det flera effekt. Om en stam eller ett folk flyttade vidare kunde det sätta press på en annan stam att följa efter. En anledning till att stammarna kom i rörelse kan ha orsakats strävan efter krig och plundring.
Krigarsamhället förutsätter bara krig, och det är också ideologins svaghet. Syftet med både germanernas och senare hunnernas attack mot romarriket var att  pressa det på guld och dyrbarheter. Det finns inget som tyder på att hunnerna gjorde något mot de länder de erövrade. När plundring eller utpressning inte var möjlig längre så föll också motiveringen för krigarideologins existens bort.

## Icke-germanska folkvandringar
Under folkvandringstiden var det inte bara germanerna i Europa som deltog och satte hård press på det romerska imperiet. Innan germanernas vandringar mot Roms gränser och angrepp mot romarna, hade  kelterna i Centraleuropa haft fredliga handelskontakter med Romarriket, såväl som utsatt Rom för väpnade angrepp under flera hundra år. Men de flesta av dessa folk blev ju besegrade  av Rom efter Caesars erövring av Gallien, och sedan blev gallerna i Frankrike och de keltiska stammarna på den iberiska halvön romaniserade.
Vid tiden för vår tideräknings början hade även en del germanska stammar gått över Rhen och bosatt sig i Gallien där de senare också blev romaniserade. Gallien blev en romersk provins under Julius Caesar före 44 f.Kr.  Illyrien och alpområdet anslöts före Augustus död 14. Thrakien, Dacien och Britannien hade erövrats fram till Trajanus död år 117. Flera av folken i dessa områden fortsatte dock att göra uppror mot romarna efteråt och gjorde senare ibland gemensam sak med germanerna.
Under de flera århundraden som här betecknas som Folkvandringstiden dök det även upp flera folk på vandring från öster och Asien. Många folk påverkade händelseförloppet och utvecklingen under denna omtumlande period så pass mycket, att även de måste nämnas i samband med att Folkvandringstidens historia nedskrivs. Bland de folk under folkvandringstiden som deltagit och påverkat historien är således:
- Gallisk-keltiska folkstammar, det vill säga galler, i nuvarande Mellaneuropa, Frankrike och Belgien.
- Keltiska folkstammar på de brittiska öarna.
- Illyriska folkstammar på Balkan.
- Sarmater från Ryssland-Ukraina.
- Onogurer från inre Asien.

## Följder av folkvandringarna
De omfattande flyttningsrörelserna innebar att ett flertal folkslag slog sig ner på helt nya bosättningsplatser, där många av dessa folk lever än idag. Den viktigaste historiska följden blev att Romarriket inte kunde hålla stånd mot de ideliga flyttrörelserna, vilket ledde till att Västrom gick under år 476. Enligt modernare historieskrivning innebar folkvandringarna troligen inte att hela folkslag flyttade som enheter från en plats till en annan, för att sedan stanna där. Troligare var att det var ett komplicerat mönster av demografiska förändringar och uppblandningar mellan olika kulturer. Denna process fortsatte också under medeltiden. Huruvida Romarrikets undergång var en direkt följd av flyttningarna är tveksamt. Klart är att hunnernas invasioner satte ett hårt tryck både på romarriket och andra statsbildningar.

## Sverige under folkvandringstiden

Utbredningen av fasta bosättningar i Sverige under yngre järnålder.

Folkvandringstiden brukar dateras från omkring 400 till omkring 550 i Sverige. Den föregicks av Romersk järnålder (från omkring vår tideräknings början till omkring 400) och efterföljdes av Vendeltiden (från omkring 550 till omkring 800).
Historiskt har ödeläggelsen av kämpagravsbygderna på öarna i Östersjön varit mycket omdiskuterat och äldre forskare som Mårten Stenberger och Birger Nerman menade att tiden var präglad av krig och oro och omfattande folkminskningar. Den socialt oroliga tiden ledde till stor nedläggningar av skatter i jorden vilket är ena delen av förklaringen till guldrikedomen. Den andra delen av förklaringen är att på germanskt område cirkulerade stora mängder guld som härstammade från Romerska riket. Modernare tolkningar från Ulf Näsman betonar klimatets betydelse och Svedjemo menar att klimat och oroligheter samverkat. Under folkvandringstiden genomgår Gotland och Öland en kris som leder till fyndfattigdomen under vendeltid. Krisens tydligaste spår är att husen med stengrunder överges, guldföremål hittas i depåer samt att klimatet skiftar. Det är flera orsaker till krisen. Klimatet samverkar med oroligheter och lokala maktstrider har lett till en nedgång i samhället.
Büntgen och andra visar i en artikel i Science 2011 visar hur forntida samhällen blev mer påverkade vid klimatförändringar om samhället redan var utsatt för stress av andra orsaker. Folkvandringstiden var en tid av stora  förändringar. Krisen förändrade gravskicket, bebyggelsestrukturen och lokala samhällen var invecklade i konflikter. Sandby borg och Eketorp har gett fynd som stärker hypotesen om en krigisk tid. Massakern i Sandby borg visar ett tydligt exempel på väpnade konflikter. Studier visar att det sker stora förändringar i klimatet mellan 250 och 550 e. Kr. Svedjemo (2014) konstaterar att det under 400-talet e. Kr sker en ökning av nederbörd och dessutom sjunker temperaturen. Enligt Svedjemo kan vulkanutbrottet förvärrat en redan illa situation. Gräslund (2007) beskriver hur historiskt dokumenterade vulkanutbrott där ask moln endast täckt solen en dag, kunnat påverka klimatet ett år framöver. 
Göthberg behandlar materialet från Uppland som visar en kraftig minskning i antalet bosättningar. Göthberg skriver: Den långvariga ökningen av bosättningar från mitten av bronsålder och fram till romersk järnålder och särskilt under det sistnämnda skedet, kan ses som spår av en långvarig expansion. En viktig förutsättning var att strandlinjeförskjutningen medförde en successiv torrläggning av mark som kunde tas i anspråk för bete och på sikt även för odling och bosättning. Förklaringar till den drastiska nedgången av bosättningar under yngre romersk järnålder och folkvandringstid är däremot mer svårfångade. och vidare: Storskaliga förändringar av bebyggelsen vid övergången mellan äldre och yngre järnålder kan därför ses som ett gemensamt drag för åtminstone stora delar av östra Sverige. I Uppland har nedgången av antalet bosättningar visat sig pågå från yngre romersk järnålder till tidig vendeltid. Antydningar till detta har noterats tidigare i Mälarlandskapen och har även motsvarigheter i Sydskandinavien. Det arkeologiska materialet tycks även minska markant under Vendeltiden, både i gravar och materiell kultur.  Både Näsman och Carlsson menar att bygden aldrig övergavs under folkvandringstid. Gräslund och Price däremot menar att övergivandet är en mycket stor förändring en av de största på 6000 år.
Under senare delen av 1900-talet menade man att denna omläggning av bebyggelsen hade sin grund i en övergång till intensivare brukningsformer där odlingsmarken koncentrerades till mindre åkerarealer på bättre marker med rikare gödsling. Bo Gräslunds tankar om fimbulvintern har åter gett aktualitet till tankarna om att stora bygder ödelades. Klimatförsämringen drabbade särskilt hårt Norrland men hade också effekter på mellansvenska gravfält och visar att befolkningen minskade och att bygder övergavs. Denna försvagning av lokala samhällen förstärkte de få större maktcentra som fanns och som hade resurser att klara svårigheten. Dessa startade en tillväxt av maktcentra och därför ses folkvandringstiden också som en dynamisk period, med småkungadömen runtom i Sverige, pampiga kungagravar i form av gravhögar och imponerande gravgåvor som gav en försmak av de rika gravfälten i de svenska Valsgärde och Tuna samt engelska Sutton Hoo under Vendeltiden. Vid denna tid fick också många gårdar och mindre byar, varsortnamn lever kvar på dagens samhällen och städer.